# ترسا مارچفسکا
ترسا مارچفسکا (لهستانی: Teresa Marczewska؛ زادهٔ ۶ ژانویهٔ ۱۹۴۸) هنرپیشه اهل لهستان است.
از فیلم‌ها یا برنامه‌های تلویزیونی که وی در آن نقش داشته‌است می‌توان به هوس‌های امپراتور، قماری بالاتر از زندگی، ده فرمان، خراش، فرار از سینما لیبرتی و زندگی به مثابه بیماری آمیزشی کشنده اشاره کرد.